# Suncus zeylanicus
Suncus zeylanicus är en däggdjursart som beskrevs av Phillips 1928. Suncus zeylanicus ingår i släktet Suncus och familjen näbbmöss. Inga underarter finns listade i Catalogue of Life.
Arten förekommer endemisk i kulliga områden och låga bergstrakter i Sri Lanka. Den vistas mellan 150 och 1000 meter över havet. Suncus zeylanicus lever i regnskogar och i andra fuktiga landskap. Den är nattaktiv och individerna går främst på marken.